# Sinagoga Ari
La Sinagoga Ari (en hebreo: בית הכנסת הארי)  está situada en la calle O HaHaim en el barrio armenio de la ciudad vieja de Jerusalén en Israel. Se encuentra en la planta baja de un edificio que también alberga la sinagoga Ohr ha-Chaim y un museo. Lleva el nombre del rabino Isaac Luria, (1534-1572) , que era conocido como el Ari (en hebreo : אֲרִי; «El León») , un acrónimo de haEloqi Rabbeinu Yitzhak  (el divino, nuestro maestro, Isaac). Él fue un gran cabalista, que fundó una nueva escuela en el pensamiento cabalístico, conocido como "el sistema del Ari" o Cábala luriana.
Según la tradición, fue en este edificio donde nació el rabino Isaac Luria y donde vivió durante 20 años.